# Divisionstruppen
Divisionstruppen sind Einheiten oder Verbände, die direkt aus dem Stab einer Division geführt werden. Weil Verbände der Divisionstruppen nicht den einer Division unterstellten Brigaden eingegliedert sind, werden sie manchmal als selbstständige Bataillone oder selbstständige Regimenter bezeichnet.

## Aufträge
Divisionstruppen dienen meist der unmittelbaren Führungsunterstützung des Divisionskommandeurs und nachgeordneter Stäbe. Einige Divisionstruppen stellen ihre Fähigkeiten bei Bedarf aber auch den der Division nachgeordneten Brigaden zur Verfügung. Die Stabskompanie ermöglicht durch Personal und Versorgungsleistungen unmittelbar den Stabsdienst. Die zahlreichen Truppenteile der Fernmelder betreiben Divisionsgefechtsstände und sichern so die Kommunikation zu den benachbarten, über- und nachgeordneten Stäben. Einheiten und Verbände der Jägertruppe und die Begleitbatterien der Artillerie sichern die Divisions- und Artillerigefechtsstände, Sondermunition, besondere Waffensysteme und Truppenteile der Divisionstruppen. Dadurch entlasten sie die Kampftruppen der unterstellten Brigaden. Die Aufklärer stellen der Divisionsführung mit eigenen weitreichenden Mitteln Aufklärungsergebnisse zur Verfügung, so dass der Divisionskommandeur im Sinne der Auftragstaktik eigenständig ein militärisches Lagebild erhält. Um die nachgeordneten Bataillone zu entlasten, sind häufig selbstständige Truppenteile der Logistiktruppe oder der Sanitätstruppe mit der Instandsetzung des Geräts, dem Nachschub und der medizinischen Versorgung der Divisionstruppen und manchmal auch nachgeordneter Brigaden beauftragt.
Auf Ebene der Division werden zusätzlich Verbände von Truppengattungen zusammengefasst, die nicht der unmittelbaren Führungsunterstützung des Divisionsstabes dienen, sondern als Kampfunterstützungstruppen oder Kampftruppen die unterstellten Brigaden im Gefecht unmittelbar unterstützen oder verstärken. Diese Verbände verfügen häufig über weitreichende (taktische) Einsatzmittel oder Waffensysteme, die das Operationsgebiet einer Brigade übersteigen und die daher von den Brigaden nicht koordiniert werden können. Beispiele sind die weiträumig einsetzbaren Heeresflieger und die weitreichenden Waffensysteme der Flugabwehr oder der Artillerie. Während die Brigaden meist „nur“ über Rohrartillerie verfügten, verfügt die Divisionsartillerie häufig über weitreichende Raketenartilleriesysteme (vgl. Raketenartilleriebataillon).
„Kleinere“ Truppengattungen wie Feldjäger (Militärpolizei), die ABC-Abwehr und Pioniere sowie Ausbildungseinheiten und Ersatzverbände wurden bei der Bundeswehr ebenfalls auf Ebene der Divisionen gebündelt.

## Führung und Organisation
Divisionstruppen werden durch die Division aus dem Divisionsstab direkt geführt. Sie sind also nicht Teil einer der unterstellten Brigaden. Kommandeur der Divisionstruppen ist in der Bundeswehr in der Regel der stellvertretende Divisionskommandeur im Dienstgrad Brigadegeneral. „Gewöhnliche“ Bataillone der Divisionstruppen werden in der Bundeswehr meist durch Oberstleutnante geführt. Regimenter der Divisionstruppen oder besonders wichtige oder große Bataillone der Divisionstruppen werden in der Bundeswehr meist durch Oberste kommandiert.
Der Umfang der Divisionstruppen schwankt je nach Streitkräfte- und Heeresstruktur. In der Bundeswehr des Kalten Krieges entsprach die Größe insgesamt aber häufig ein bis zwei Brigaden; heute ist der Umfang der Divisionstruppen der Bundeswehr auf wenige Bataillone reduziert. Nicht alle Landstreitkräfte weisen bzw. wiesen in jeder Heeresstruktur Divisionstruppen auf. In einigen Heeresstrukturen nutzt der Divisionsstab stattdessen beispielsweise die Ressourcen der nachgeordneten Brigaden. Zum Teil werden die Aufgaben der Divisionstruppen mehrerer Divisionen auch auf Ebene der Korps in den Korpstruppen oder bei anderen Organisationsbereichen gebündelt und stehen nur bei Bedarf der Divisionsführung zur Verfügung.
Als Beispiel für die Divisionstruppen einer typischen Division des Feldheeres der Bundeswehr in der Heeresstruktur IV im Folgenden die Gliederung der 7. „westfälischen“ Panzerdivision um 1989:
- Stab/Stabskompanie 7. Panzerdivision, Unna
  - Divisionstruppen:
    -  Heeresmusikkorps 7, Düsseldorf
    -  Fernmeldebataillon 7, Lippstadt
    -  Fernmeldekompanie 7, Clausthal-Zellerfeld
    -  Heeresfliegerstaffel 7, Rheine
    -  Panzeraufklärungsbataillon 7, Augustdorf
    -  Flugabwehrregiment 7, Borken
    -  Pionierbataillon 7, Höxter
    -  ABC-Abwehrkompanie 7, Emden (im Frieden zu ABC-Abwehrbataillon 110)
    -  Sanitätsbataillon 7 (teilaktiv), Hamm
    -  Nachschubbataillon 7 (teilaktiv), Unna
    -  Instandsetzungsbataillon 7 (teilaktiv), Unna
    -  Feldersatzbataillon 71 (GerEinh), Paderborn
    -  Feldersatzbataillon 72 (GerEinh), Ahlen
    -  Feldersatzbataillon 73 (GerEinh), Ahlen
    -  Feldersatzbataillon 74 (GerEinh), Menden
    -  Feldersatzbataillon 75 (GerEinh), Paderborn
    -  Jägerbataillon 76 (GerEinh), Preußisch Oldendorf
    -  Jägerbataillon 77 (GerEinh), Paderborn
    -  Sicherungsbataillon 78 (GerEinh), Paderborn
    -  Fernmeldeausbildungskompanie 1/7, Lippstadt (im Frieden zu Fernmeldebataillon 7)
    -  Ausbildungskompanie Stabsdienst und Militärkraftfahrer 2/7, Wuppertal (im Frieden zu Raketenartilleriebataillon 72)
    -  Panzeraufklärungsausbildungskompanie 3/7, Augustdorf (im Frieden zu Panzeraufklärungsbataillon 7)
    -  Instandsetzungsausbildungskompanie 5/7, Unna (im Frieden zu Instandsetzungsbataillon 7)
    -  Instandsetzungsausbildungskompanie 6/7, Unna (im Frieden zu Instandsetzungsbataillon 7)
    -  Nachschubausbildungskompanie 7/7, Ahlen (1988 aufgelöst)
    - Artillerieregiment 7
      -  Stab / Stabsbatterie Artillerieregiment 7, Dülmen
      -  Begleitbatterie 7, Dülmen
      -  Feldartilleriebataillon 71, Dülmen
      -  Raketenartilleriebataillon 72, Wuppertal
      -  Beobachtungsbataillon 73, Dülmen

  - Brigaden (nicht Divisionstruppen):
    -  Panzergrenadierbrigade 19, Ahlen
    -  Panzerbrigade 20, Iserlohn
    -  Panzerbrigade 21, Augustdorf